# Krzysztof Karwicki
Krzysztof Dunin-Karwicki (ur. 1757 w Mizoczu, zm. 1813 w Chmielniku, woj. kieleckie) – polski generał lejtnant wojsk koronnych.
W latach 1774–1777 służył w armii koronnej. Następnie złożył dymisję i dopiero w 1789 odkupił od Adama Szydłowskiego szefostwo 1 pułku straży przedniej koronnej i patent generała. Ze swoim pułkiem wziął udział w wojnie 1792 przeciwko Rosji i odznaczył się w bitwie pod Dubienką. Po zwycięstwie targowiczan podał się do dymisji. Tadeusz Kościuszko liczył na jego aktywny udział w powstaniu 1794 i awansował go na generała lejtnanta. Wzywany bezskutecznie do służby, nie wyruszył z zajętego przez Rosjan Wołynia.
Żonaty z Franciszką z Małachowskich, kanclerzanką wielką koronną.
Krewny i przyjaciel Tadeusza Czackiego, współpracował z nim na polu oświatowym w swoich rozległych dobrach na Wołyniu i w Kieleckiem.